# Estación de Shibuya

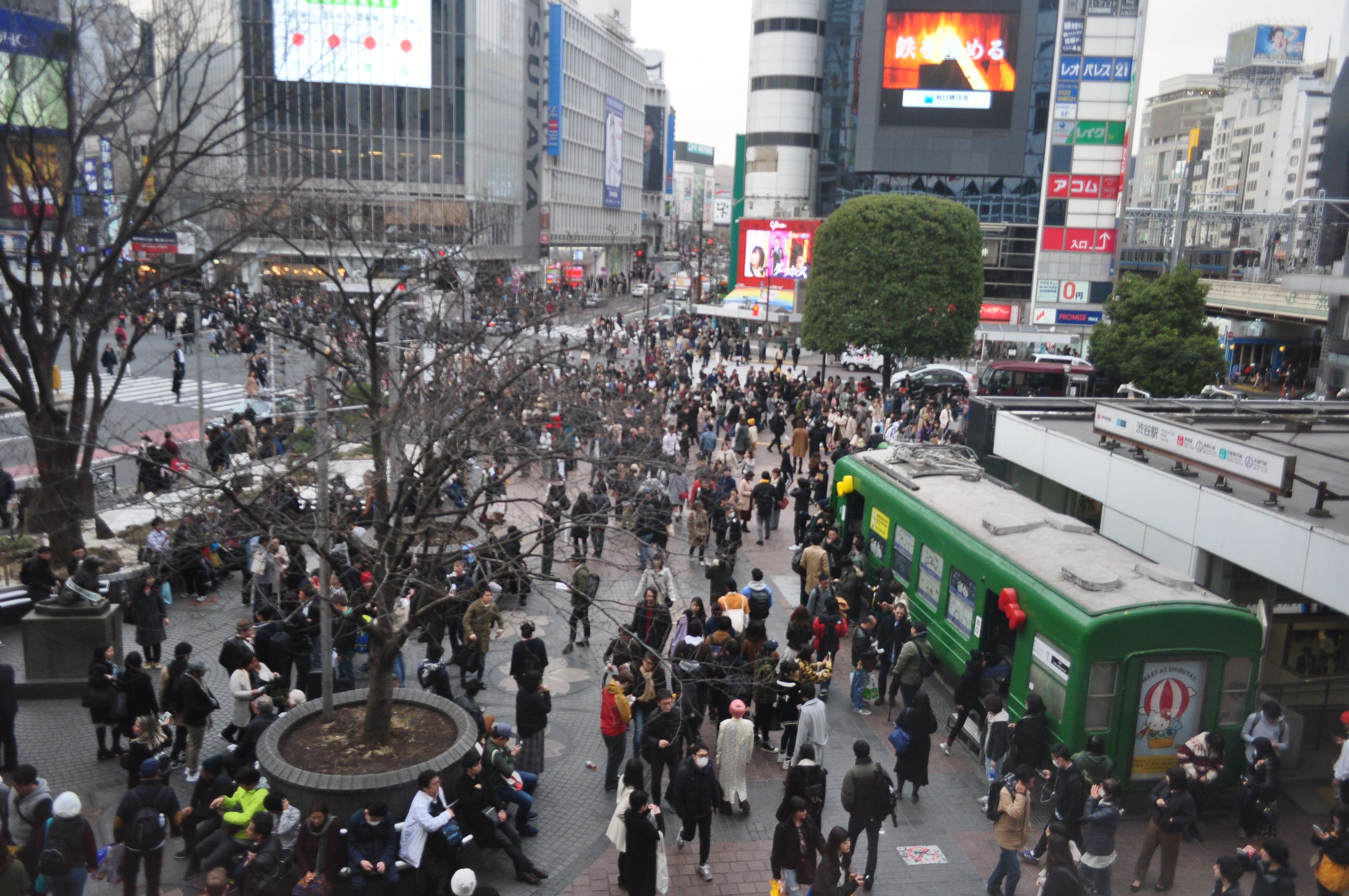
Estatua de bronce Hachikō

La Estación de Shibuya (渋谷駅 Shibuya-eki?) es una estación de ferrocarril y autobuses de la ciudad japonesa de Tokio, situada en el distrito de Shibuya. Junto a las estaciones de Shinjuku y la Ikebukuro, constituye el centro neurálgico de Tokio. El edificio original fue inaugurado en 1885, aunque quedó gravemente dañada durante los bombardeos al finalizar la Segunda Guerra Mundial (1945) y durante la posguerra fue reconstruida. En 1949 quedó integrada en la red de los Ferrocarriles Nacionales Japoneses (JNR), y desde la reprivatización de los ferrocarriles nipones en 1987 pertenece a red de la JR East. 
En la cultura popular es conocida por Hachikō, un perro de raza akita que se hizo famoso por esperar a su amo en la Estación, incluso varios años después del fallecimiento de este. En el año 2004 diariamente pasaron por sus instalaciones 2.4 millones de personas, siendo la cuarta estación más concurrida de todo Japón tras Shinjuku, Ikebukuro, y Ōsaka / Umeda. Sus instalaciones son operadas principalmente por la East Japan Railway Company (JR East), además de las líneas de Keio Corporation, Tokyu Corporation y Metro de Tokio.

## Historia

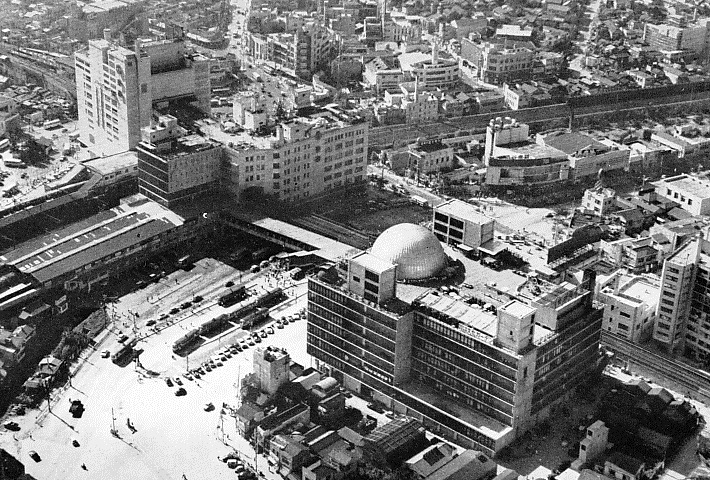
Vista aérea de la estación en el año 1960.

La primitiva Estación de Shibuya entró en servicio el 1 de marzo de 1885 como una parada de la línea Akabane-Shinagawa (que ahora forma parte de la Línea Yamanote). Originalmente las instalaciones pertenecieron a la Japanese Government Railways (JGR), compañía controlada directamente por el Gobierno japonés. Posteriormente la estación se ha ido ampliando para acomodar la llegada del ferrocarril Tamagawa (1907), la línea Tōkyū Tōyoko (1927), la línea Teito Shibuya (1933), el Ferrocarril rápido de Tōkyō (1938, que en 1941 se fusionó con la línea Ginza), la línea Den-en-toshi (1977), la línea Hanzōmon (1978) y la línea Fukutoshin (2008). En el año 1946, tras el final de la Segunda Guerra Mundial, en las inmediaciones de la estación tuvo lugar el famoso Incidente de Shibuya (渋谷事件 Shibuya jiken?), una pelea de bandas que involucró a varios cientos de personas. En 1949, la estación quedó integrada en la red de los Ferrocarriles Nacionales Japoneses (JNR). Tras la privatización de los ferrocarriles japoneses decretada por el gobierno nipón en 1987, la estación quedó bajo jurisdicción de la East Japan Railway Company (JR East).
Entre el diciembre de 2008 y el marzo de 2009, varias esteras piezoeléctricas a modo de prueba a pequeña escala fueron presente en la estación. La terminal ferroviaria de la línea Tōkyū Tōyoko dejó de prestar servicio el 15 de marzo de 2013 y pasó a operar conjuntamente en la línea Fukutoshin del Metro de Tokio.

### La estatua de Hachikō
Una de sus salidas es conocida como Hachikō porque allí se encuentra la estatua de un perro que llevaba ese nombre y que esperó durante nueve años, casi diez, el regreso de su dueño (que había fallecido en 1925) hasta su propia muerte el 8 de marzo de 1935. Este perro es conocido como el perro más fiel de la historia.
La película Hachikō Monogatari (1987) se refiere a esta historia y en menor grado la estadounidense Hachiko, siempre a tu lado (2009) .

## Estadísticas de pasajeros
En el año fiscal de 2011, la estación de la JR East fue usada por 402.766 pasajeros diarios (solo pasajeros que embarcaban), mientras que las instalaciones de Keio fueron usadas por un promedio de 335.475 pasajeros cada día.

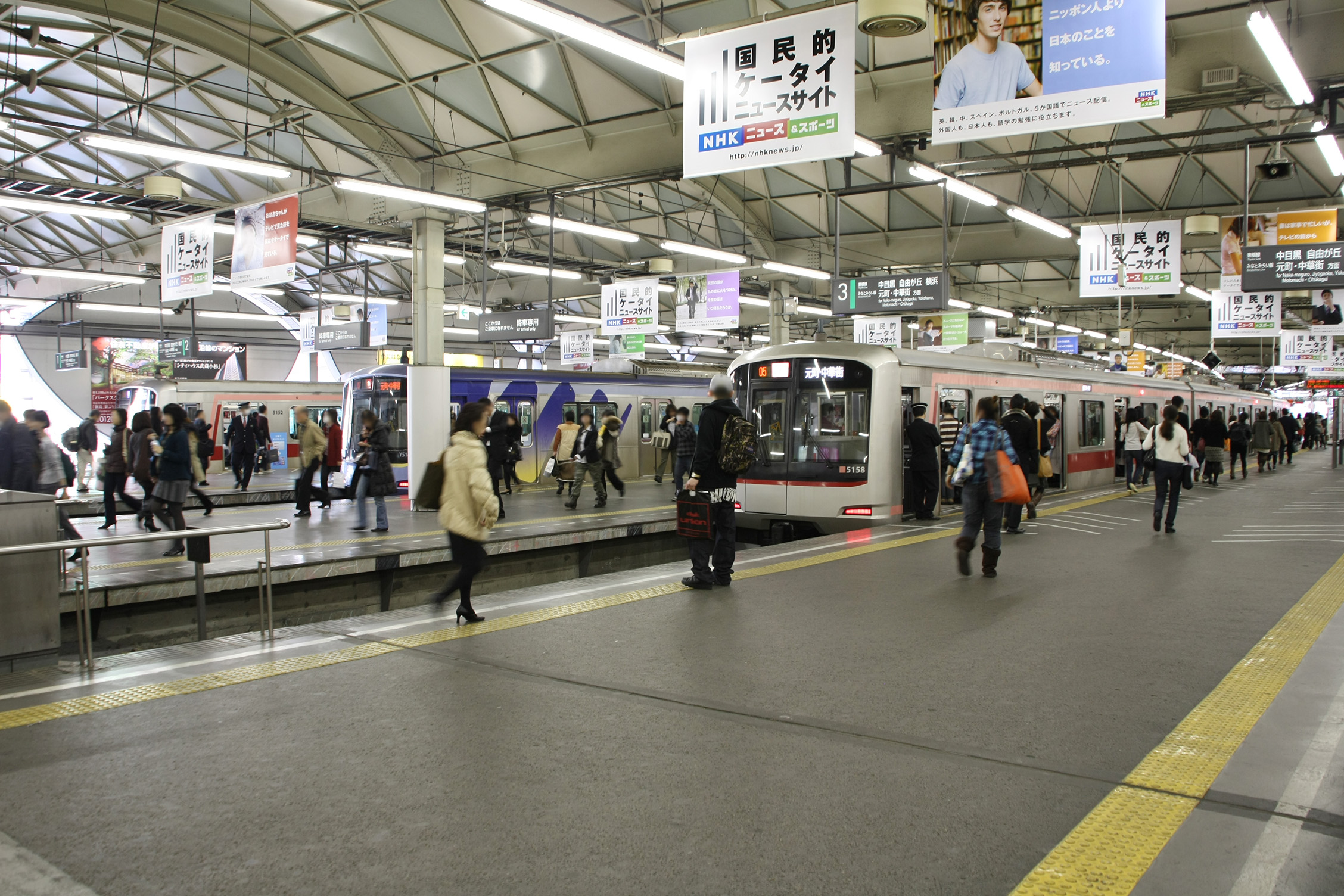
Plataformas antiguas de la línea Tōkyū Tōyoko. Estas plataformas cerró en el 16 de marzo de 2013.

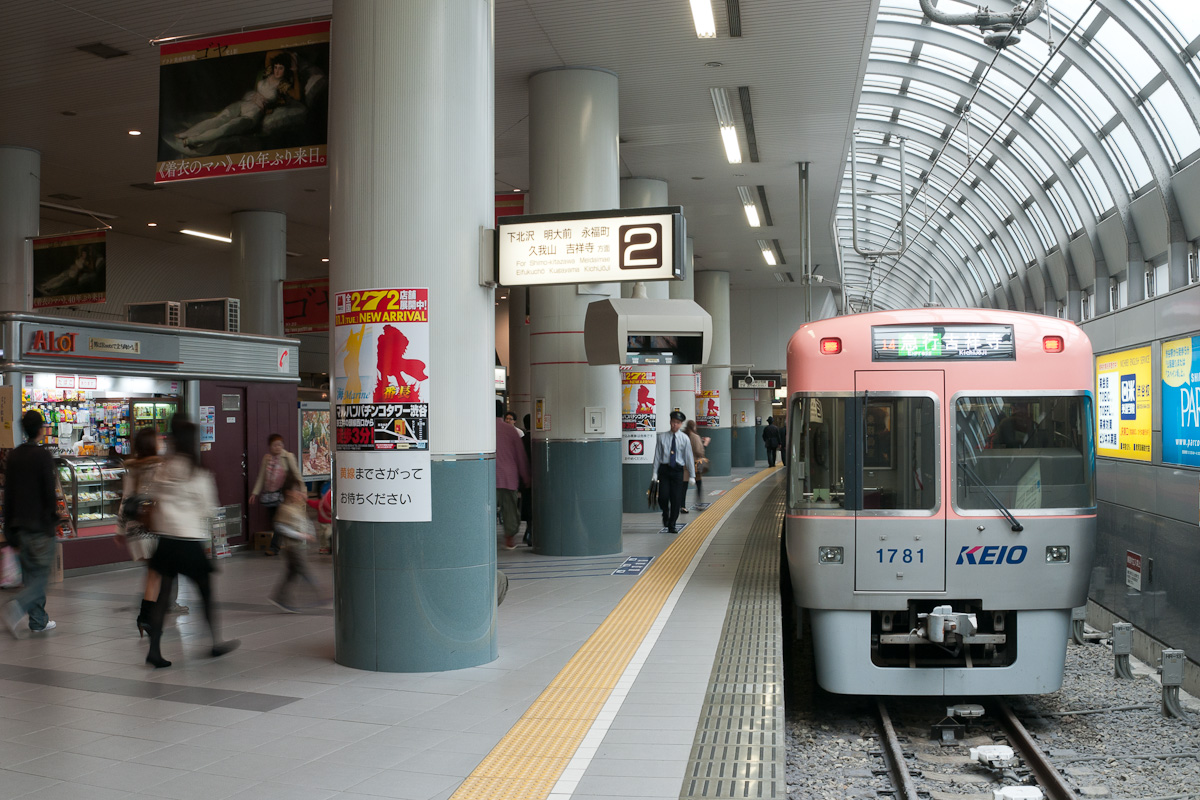
La plataforma de la Línea Inokashira.

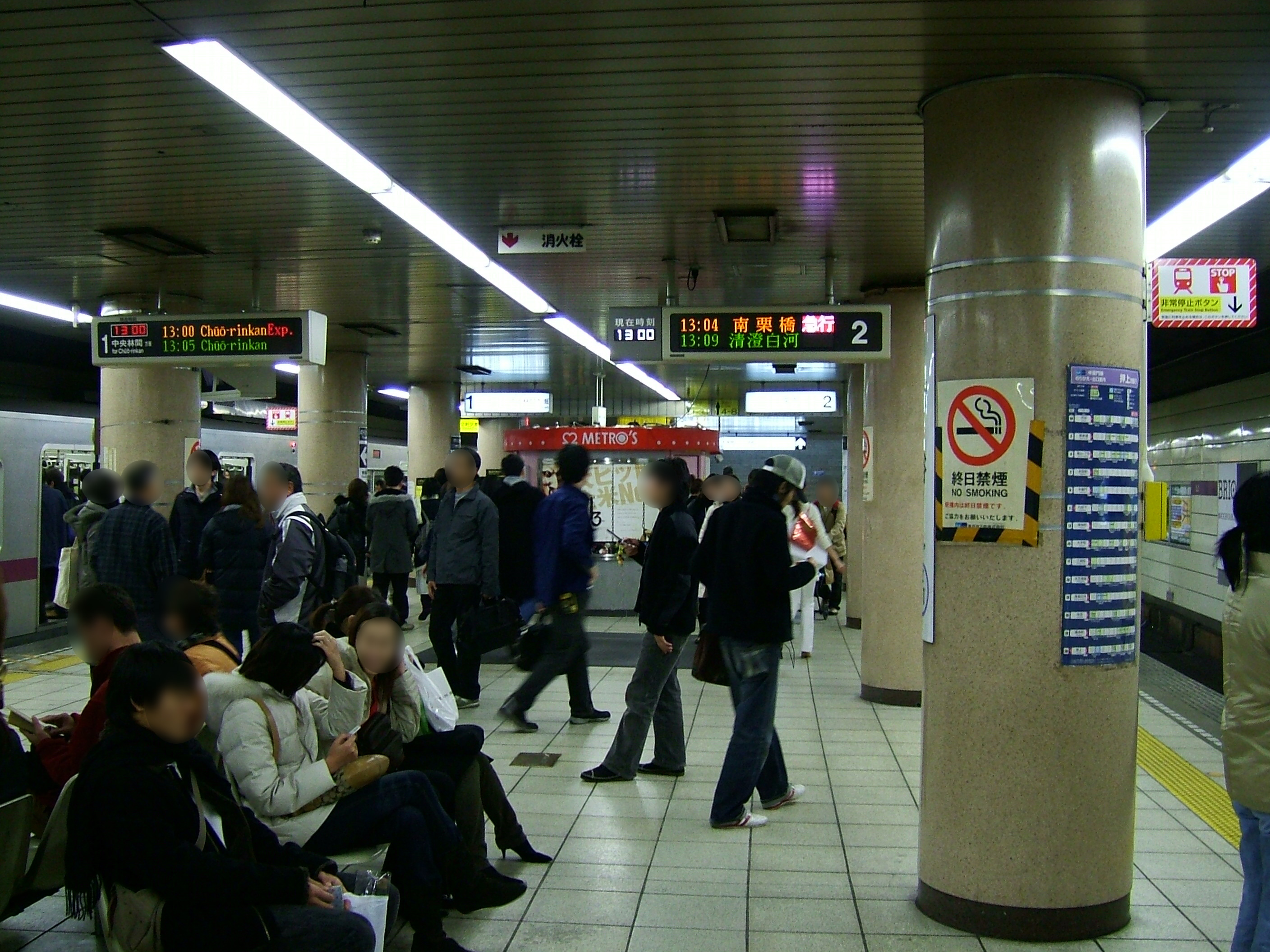
La plataforma de la Línea Hanzōmon y la Línea Den-en-toshi.

A continuación se muestran las cifras de pasajeros cada día para operador:
| Año fiscal | JR East | Tokyu | Metro de Tokio | Keio    |
| ---------- | ------- | ----- | -------------- | ------- |
| 1999       | 423,336 |       |                | 323,180 |
| 2000       | 428,165 |       |                |         |
| 2005       | 423,884 |       |                |         |
| 2010       | 403,277 |       |                | 336,926 |
| 2011       | 402,766 |       | 217,117        | 335,475 |

## Cultura popular
- En la serie animada Digimon Frontier, los niños elegidos parten al Digimundo desde la parte subterránea de esta estación.
- En la película animada Scooby-Doo y la Espada del Samurái, los chicos de "misterio a la orden" hacen una parada en esa estación para después ver la estatua de Hachiko.
- En el JRPG Persona 5, los protagonistas visitan el distrito de Shibuya muy frecuentemente, pero especialmente la Estación donde también esta su propia versión de Hachiko.
- En el manga Jujutsu Kaisen de Gege Akutami, tiene lugar el arco más largo y de los más importantes de la obra en esta estación.